# شنل شماره ۱۹
عطر شماره ۱۹ شنل (به انگلیسی: Chanel No. 19) اولین بار در سال ۱۹۷۱ به بازار عرضه شد شماره ۱۹ به این دلیل انتخاب شد که مصادف با روز ۱۹ اوت سالروز تولد شنل بود. این عطر یک سال قبل از درگذشت شنل عرضه شد. رایحه این عطر توسط هنری رابرت ایجاد شده‌است